# خانه پنج برگ
خانه پنج برگ (ژاپنی: さらい屋五葉 هپبورن: Sarai-ya Goyō) یک مجموعه مانگای ژاپنی است که توسط ناتسومه اونو نوشته و تصویرگری شده است. این مجله از نوامبر ۲۰۰۵ تا ژوئیه ۲۰۱۰ در مجلهٔ سینن مانگا شوگاکوکان به صورت ماهنامه ایکی منتشر شد و فصل‌های آن در هشت جلد تانکوبون تحت عنوان ایکی کُمیکس منتشر شد. مجوز برای پخش در آمریکای شمالی توسط ویز مدیا ارائه شده است.
بر پایه نسخهٔ مانگا یک مجموعه تلویزیونی انیمه دوازده قسمتی به نویسندگی و کارگردانی تومومی موچیزوکی توسط استودیوی منگلوب دستمایه اقتباس قرار گرفت که از آوریل تا ژوئیه ۲۰۱۰ از بستهٔ برنامه نویتامینا]فوجی تی‌وی پخش شد.

## استقبال
بخش YALSA انجمن کتابخانه آمریکا خانه پنج برگ را در فهرست رمان‌های بسیار بزرگ گرافیکی برای نوجوانان در سال ۲۰۱۱ قرار داد.

## برای مطالعهٔ بیشتر
- Santos, Carlo (September 14, 2010). "Sayonara, Krauser-sensei – RTO". Anime News Network.
- Silverman, Rebecca (March 2, 2012). "Interview: Tomomi Mochizuki on House of Five Leaves". Anime News Network.